# Quinona
Una quinona és un tipus de compost orgànic que formalment deriva de compostos aromàtics (com el benzè o el naftalè) per canvi de grups –CH= per grups –C(=O)–, sense redistribució d'enllaços dobles, que dona com a resultat una estructura diona cíclica totalment conjugada. Aquest tipus inclou derivats de compostos aromàtics heterocíclics.
El membre prototip de les quinones és 1,4-benzoquinona o ciclohexadienediona, sovint anomenat simplement quinona. Altres exemples importants són 1,2-benzoquinona (orto-quinona), 1,4-naftoquinona i antraquinona.

1,2-Benzoquinona
1,4-Benzoquinona
1,4-Naftoquinona
antraquinona

El terme quinona també es fa servir d'una manera més general per a compostos derivats de quinones aromàtiques per desplaçament d'àtoms d'hidrogen per altres àtoms o radicals.

Cloranil
lawsone
alizarina
DDQ

## Usos
- Producció industrial de peròxid d'hidrogen.
- Bioquímica: els derivats de quinones són constituents comuns de molècules biològiques (per exemple, la vitamina K és fil·loquinona). Altres serveixen com a acceptors d'electrons en cadenes de transport d'electrons, com en el fotosistema I i II de la fotosíntesi, i la respiració aeròbica.
- Bateries elèctriques: està en estudi construir unes noves bateries elèctriques, més eficients, basades en les quinones.[2]

Un exemple natural d'oxidació de la hidroquinona a quinona és l'emissió d'hidroquinona en l'escarabat bombarder, que produeix un vapor irritant.
Les quinones poden reduir-se parcialment a quinols. Algunes quinones naturals o sintètiques tenen activitat antitumoral.
- Pigments, especialment del color blau (alizarina).
- Reagents en química orgànica, com la benzoquinona, l'agent oxidant més fort que es coneix (per exemple, el cloranil).

## Nomenclatura
Les quinones porten un prefix indicatiu de l'origen ("benzo-" per al benzè, "nafto-" per al naftalè, "antra-" per a l'antracè, etc.) i el sufix "-quinona". Es fan servir infixos multiplicadors per als carbonils ("-di-", "-tri-", "-tetra-" (etc.)).